# إليونورا هابسبورغ (1534 – 1594)

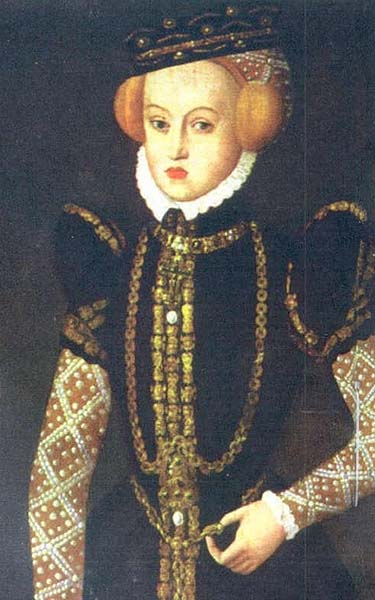
إليونورا هابسبورغ, دوقة مانتوفا

إليونورا هابسبورغ (بالألمانية: Eleonore von Österreich) أرشيدوقة النمسا (فيينا، 2 نوفمبر 1534 - مانتوفا، 5 أغسطس 1594) ابنة فرديناند هابسبورغ (الإمبراطور فرديناند الأول مستقبلاً) و آنا ياغيلون.
تزوجت يوم السادس و العشرين من أبريل سنة 1561 في مانتوفا الدوق غولييلمو غونزاغا (1538-1587) و أنجبت منه :
- فينشينسو (1562-1612) دوق مانتوفا و مونفيراتو من سنة 1587 باسم فينشينسو الأول
- مارغيريتا (27 مايو 1564 - 6 يناير 1618) تزوجت في 24 فبراير سنة 1579 من ألفونسو الثاني ديستي (1533 - 1597) دوق فيرارا
- آنا كاتيرينا (17 يناير 1566 - 3 أغسطس 1621) تزوج في 14 مايو 1582 خالها فرديناند الثاني حاكم تيرول (1529-1595) ، ترملت لاحقاً ، فأصبحت راهبة.